# مايك نيوكيرك
مايك نيوكيرك (بالإنجليزية: Mike Newkirk)‏ هو لاعب كرة قدم أمريكية أمريكي، ولد في 12 أغسطس 1986 في ليديسميث في الولايات المتحدة.